# Martin Ludwig Theisz
Martin Ludwig Theisz, magyarosan Theisz Márton Lajos (Mateóc, 1799. szeptember 11. – Gölnicbánya, 1832. január 16.) evangélikus lelkész, Hegyaljai Kiss Géza költő dédapja.

## Élete
Miután tanulmányait Késmárkon és Eperjesen elvégezte, ez utóbbi helyen nevelőséggel foglalkozott, míg 1824 nyarán Gölnicbányán igazgatótanító, pár év múlva pedig első lelkész lett.

## Művei
- Antrittsrede... Kaschau. (Installation des an der evang. Schule zu Göllnitz neu erwählten Rectors... Gefeyert den 11. und 12. July 1824. c. munkában)
- Andachtsbuch für die evang. Jugend. Uo. 1827, aczélm. képpel
- Religionsbuch für de ev. Jugend. Uo. 1828
- Mit Gott! Für König und Vaterland! eine Bergpredigt... in Gölnitz den 27. Sept. 1829. Uo. 1830
- Eine apostolische Ermunterung zur bevorstehenden 300 jährigen Jubelfeier der Uebergabe der Augsburgischen Confession, in einer Predigt am 25 May 1830. zu Dobschau. Uo. 1830
- Die Augsburgische Confession... mit beigefügten Erklärungen und einer historischen Einleitung. Uo. 1830 (ez ellen írta Skalnik Ferencz: Darstellung der katholischen Glaubenslehre. Kaschau, 1831 c. munkáját)